# Assunzione della Vergine (Palma il Vecchio)
L'Assunzione della Vergine è una pittura a olio su tavola centinata di Jacopo Palma il Vecchio, datato presumibilmente intorno al 1513 e conservato nella pinacoteca delle Gallerie dell'Accademia di Venezia.

## Storia descrizione e stile
Il grande dipinto è forse il primo eseguito dall'artista bergamasco in terra veneziana come pala d'altare per la Scuola di Santa Maria Maggiore. Vi è una indicazione di Giorgio Vasari e di Roberto Ridolfi di un dipinto sempre del Negretti raffigurante una Madonna in aria poi perduto, ma indicato presente nella chiesa di San Moisè.

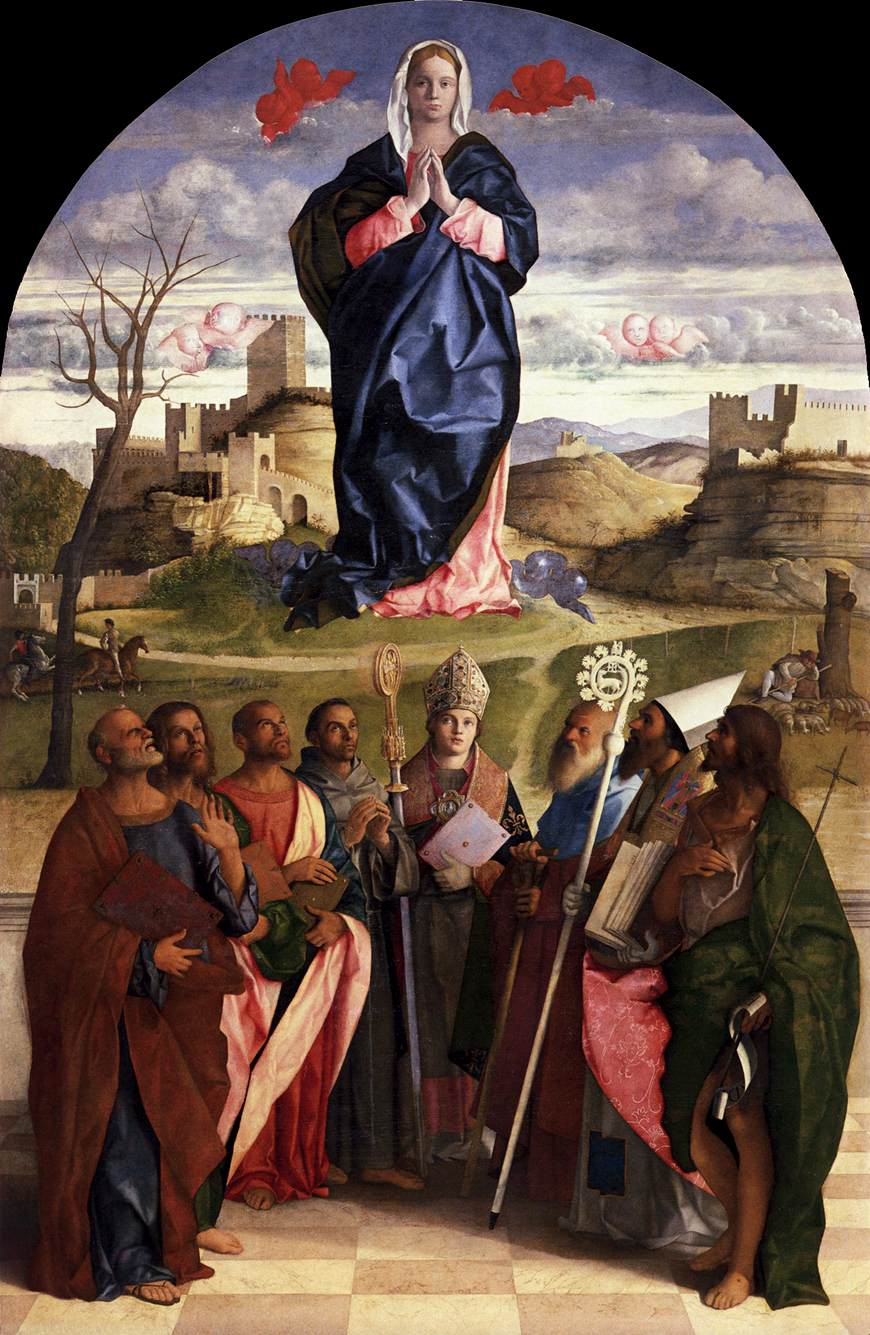
Giovanni Bellini, Assunzione della Vergine

Nel 1808 il dipinto, come conseguenza delle confische napoleoniche, fu requisito con tutte le altre opere della Scuola diventando nel 1812 proprietà della Gallerie dell'Accademia. I restauri del 1967 hanno confermato l'assegnazione in età giovanile del Negretti tavola che presenta ascendenze che portano al Bellini con assonanze al medesimo soggetto presente nella chiesa di San Pietro di Murano e al Lotto con la Deposizione di Jesi in particolare nella raffigurazione del volto degli angeli che sorreggono la Madonna, e nell'angelo un poco sgraziato che regge l'Assunta raffigurazione poco usuale dell'artista.
Nel 1513, fu probabilmente commissionato il dipinto e risulta, infatti, che il Negretti ricevette un compenso di 50 ducati dai sindaci della scuola, a indicare che malgrado la giovane età, l'artista era già molto considerato sul territorio veneziano. L'opera centinata raffigura due episodi raccontati nei vangeli apocrifi. Vi è la raffigurazione della Vergine che ascende al cielo portata dagli angeli e che porge la cintura del suo abito a san Tommaso. L'immagine infatti raffigura la Madonna che contrariamente alle classiche raffigurazioni, volge il suo sguardo verso il basso, all'apostolo
La tavola si sviluppa su due ordini. In quello inferiore sono raffigurati gli apostoli a figura intera che volgono lo sguardo verso il cielo. Sono raffigurati in forma quasi scultorea, forse quale omaggio allo scultore Tullio Lombardo vicino all'artista. Indossano abiti dai colori molto accesi e avvolti in mantelli rossi, verdi e gialli. Sono inseriti in un paesaggio brullo; un castello è presente in lontananza. 
La sezione superiore raffigura la Vergine inserita in una mandorla dorata che sale in un cielo azzurro intenso sorretta da angeli musici. Ai suoi piedi un angelo con le ali aperte a reggere la Vergine. La donna indossa una veste rossa con copiose pieghe che si muovono ed è avvolta in un mantello azzurro molto ampio, i cui lembi svolazzano liberi nel cielo, e da dove spunta il velo bianco. La Madonna tiene nella mano sinistra la cintura ocra del suo abito e la porge all'apostolo, che, posto ai suoi piedi, a Lei volge lo sguardo confuso e incredulo. San Tommaso per definizione è l'apostolo che non credette alla miracolosa resurrezione di Cristo.
La parte inferiore centrale la tavola presenta una mancanza dovuta all'inserimento di un tabernacolo in un periodo non documentato.